# Giulino

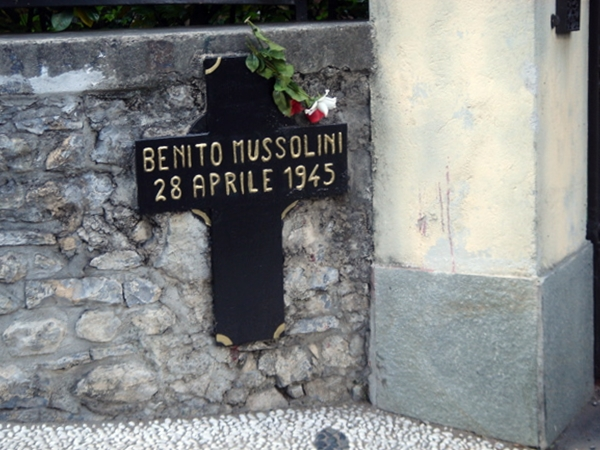
Memoriał Mussoliniego w Giulino di Mezzegra

Giulino (lepiej znane jako Giulino di Mezzegra) – frazione gminy Mezzegra, w prowincji Como (Włochy), które przeszło do historii jako miejsce egzekucji Benito Mussoliniego oraz jego kochanki, Claretty Petacci.